# Kathekon
Kathekon (em grego:  καθῆκον) (plural: kathekonta em grego:  καθήκοντα) é um conceito grego, criado pelo filósofo estoico Zenão de Cítio e que pode ser traduzido como "comportamento adequado", "ações condizentes", ou "ação conveniente para a natureza", ou ainda "função adequada".
Kathekon foi traduzido em latim por Cícero como officium, e por Sêneca como convenentia.